# Helicolenus dactylopterus

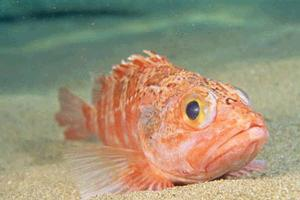

Lo scorfano di fondale (Helicolenus dactylopterus), è un pesce osseo marino della famiglia Sebastidae.

## Distribuzione e habitat
È presente nel mar Mediterraneo e nell'Oceano Atlantico temperato e tropicale. Sulle coste europee si trova a nord fino alle coste norvegesi settentrionali. È abbastanza comune nei mari italiani tranne che nel mar Adriatico dove è raro.

Frequenta fondali rocciosi ed è particolarmente comune nei pressi di secche e relitti. Talvolta si incontra anche su fondi molli. La profondità a cui si trova varia tra i 100 (raramente 20) ed i 1000 metri. È molto meno legato al fondo rispetto agli altri scorfani.

## Descrizione
Come aspetto generale assomiglia ai comuni scorfani ed anche ai serranidi ma si distingue a prima vista per l'assenza di tentacoli su muso e mandibola e per gli occhi molto più grandi. Anche la bocca è piuttosto grande e munita di denti a forma di ago. La pinna dorsale è unica, munita di raggi spinosi nella metà anteriore, questi raggi sono allungati nella porzione centrale. Le pinne pettorali, ampie, hanno i raggi inferiori liberi ed ingrossati. Le pinne ventrali sono più piccole delle pettorali. La pinna caudale ha bordo più o meno piatto, con gli angoli superiori ed inferiori acuti. Il capo presenta alcune piccole spine, altre 5 spine sono lungo il bordo dell'opercolo branchiale.

Il colore è rossiccio o beige con 4 fasce scure verticali, di cui l'ultima sul peduncolo caudale. Da vivo il corpo è percorso da fasce verticali rosso vivo. Una macchia nera è presente al centro della pinna dorsale; spesso ce n'è un'altra nella parte alta dell'opercolo branchiale. L'interno della bocca è nero.

Raggiunge i 45 cm di lunghezza.

### Alimentazione
Si ciba di crostacei, molluschi e pesci che cattura sia vicino al fondo che in acqua aperta.

### Riproduzione
Avviene in inverno. Uova e larve sono pelagiche.

## Pesca
Si cattura con le reti a strascico e con i palamiti nonché con il bolentino. Le carni, buone, sono impiegate per la zuppa di pesce.